# Інгурі (станція)
Інгурі — станція Грузинської залізниці на перетнині ліній Інгурі — Зугдіді та Інгурі — Сенакі. Розташована на Заході Грузії на території Зугдідського муніципалітету.
На станції є вокзал з квитковими касами, залом очікування та камерами зберігання.

## Історія
Станція відкрита 1940 року. 1954 року станція електрифікована постійним струмом (= 3 кВ).
До руйнування залізничного моста на кордоні з Абхазією (дільниця Інгурі — Галі) 14 серпня 1992 року станція була вузловою, від Інгурі раніше здійснювався рух до станції Очамчира.
Терористичні акти
Проти ночі з 13 на 14 серпня 1992 року поблизу станції був підірваний залізничний міст через прикордонну річку Інгурі, тоді загроза руйнування виникла і для автомобільного моста — останнього автошляху, що з'єднує Чорноморське узбережжя Кавказу (Батумі, Поті, Сухумі) з Тбілісі. У зв'язку з цим, вранці 14 серпня 1992 року Збройні сили Грузії під командуванням Тенгіза Китовані взяли під охорону переправу через річку Інгурі і увійшди на територію Абхазії.
Влітку і восени 2009 року в Самегрело-Земо-Сванеті почастішали випадки диверсій на залізниці. 2 червня 2009 року на станції Інгурі пролунав вибух. В результаті чого зруйновано близько 6 метрів залізничного полотна, а ділянку залізниці знеструмлено. Машиніст денного пасажирського потяга сполученням Тбілісі — Зугдіді був вчасно повідомлений і зупинив потяг на станції Хобі, звідки пасажирів відвезли до Зугдіді автобусами. На місце диверсії виїхав генеральний директор Грузинської залізниці Іраклій Езугбая, який повідомив журналістам, що це була очевидна диверсія, метою якої було викликати якомога більше жертв. Експерти Міністерства внутрішніх справ Грузії прийшли до висновку, що вибуховий пристрій був начинений гексогеном та тротилом. Вибух був такої сили, що вибило стекла у будинках, які знаходилися в декількох десятках метрів від місця події.
6 вересня 2009 року на перегоні Інгурі — Зугдіді знову пролунав вибух. На цей раз бомба вибухнула, коли над замінованих ділянкою проходив денний пасажирський потяг сполученням Тбілісі — Зугдіді. Внаслідок чого були легко поранені машиніст та помічник машиніста. Також пбуло зруйновано декілька метрів залізничного полотна. Пасажири потяга були доставлені до Зугдіді автобусами. На місце події прибули сапери, лікарі та представники МВС Грузії, які допитали локомотивну бригаду. За словами помічника машиніста Нугзара Куціі, потяг від'їхав близько 1,5 км від станції Інгурі, а потім під першою колісною парою пролунав вибух, який вибив шибки в кабіні електровозу, пошкодив пульт управління та екіпажної частини. Після обстеження місця вибуху саперами було розпочато відновлення зруйнованого залізничного полотна і вже на наступний день потяги почали хзнову почали курсувати у звичайному режимі.

## Пасажирське сполучення
На станції зупиняються денні та нічні пасажирські потяги сполученням Тбілісі — Зугдіді, а також для електропоїздів сполученням Кутаїсі — Зугдіді. Потяги курсують щоденно.